# Giacomo l'Interciso
Giacomo l'Interciso o Giacomo il Persiano (Beth Lapat, ... – Ctesifonte, 400-420) fu un dignitario persiano di fede cristiana; subì un terribile martirio che gli valse il soprannome (lat. intercisus = tagliato a pezzi) col quale è venerato da tutte le Chiese che lo venerano santo.

## Biografia

### Vita
La tradizione afferma che fu un ufficiale militare e cortigiano al servizio di Yazdegerd I. Rinunciò al cristianesimo, divenendo apostata, dopo che il suo signore iniziò a perseguitare i cristiani. Quando a Yazdegerd succedette Bahram V, Giacomo, sotto l'influenza della sua famiglia cristiana, decise di esprimere nuovamente la sua fede, cosa che portò alla sua esecuzione.

### Morte
Morì a Beth Lapat (Gundishapur). Le rovine di questa città si trovano vicino a Dezful, Iran.
Alla sua esecuzione gli vennero prima strappati gli arti e successivamente fu decapitato. I suoi discepoli chiesero le sue parti del corpo come reliquie, ma la richiesta fu respinta. Al rifiuto decisero di rubarle, per poi inviarle in qualche modo alla cattedrale portoghese di Braga e messe in un sarcofago nella Cappella delle Reliquie.

## Culto
È commemorato il 27 novembre. 
Dal Martirologio Romano: "In Persia, san Giacomo, detto l'Interciso, martire, che, al tempo dell'imperatore Teodosio il Giovane, aveva rinnegato Cristo in ossequio al re Yazdgard I, ma, aspramente rimproverato da sua madre e dalla moglie, si pentì e professò coraggiosamente la sua fede cristiana davanti a Bahram V, figlio e successore del sovrano di Persia, che, adirato, pronunciò contro di lui la sentenza di morte ordinando che fosse tagliato a pezzi e infine decapitato".

### Reliquie
Il capo fu donato alla basilica di San Pietro in Vaticano dal cardinale Giordano Orsini; il relativo reliquiario venne però fuso nel 1796.